# Hard seltzer

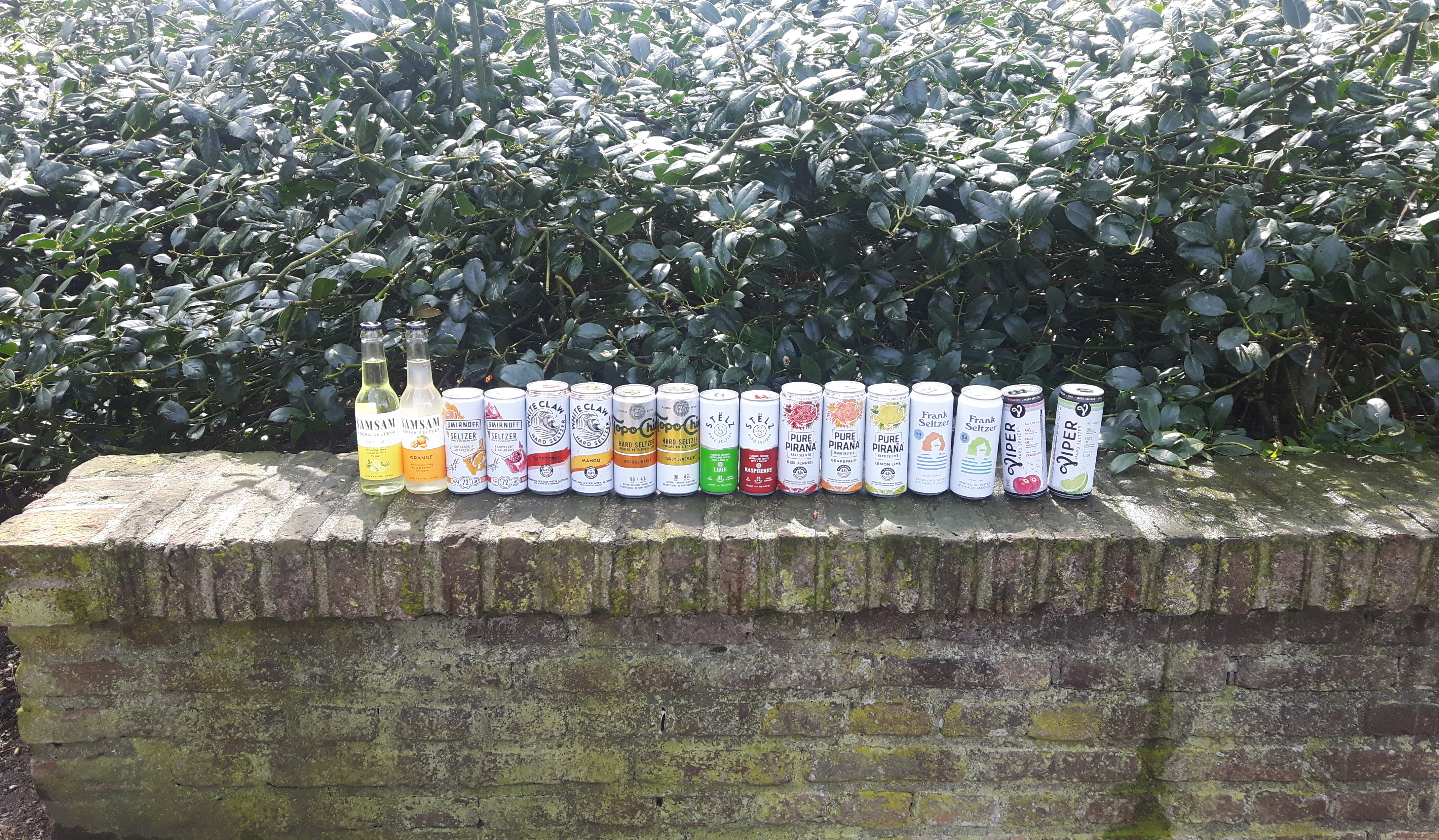
Hard seltzer

Hard seltzer, även spiked seltzer eller hard sparkling water, är en alkoholhaltig dryck som innehåller kolsyrat vatten, alkohol och en smaksättare, exempelvis lime eller citron. Alkoholhalten ligger kring 5 volymprocent  och kaloriinnehållet är förhållandevis lågt.
Dryckens popularitet har stadigt ökat under 2018–2019 i USA.  I Sverige lanserades drycken under 2020 på Systembolaget.